# Gresso
Gresso est une localité et une ancienne commune suisse du canton du Tessin, située dans le district de Locarno.

## Histoire
Habité depuis l'époque romaine, le hameau de Gresso fait partie, depuis le Moyen Âge jusqu'à l'acte de Médiation, de la circonscription (squadra) de Russo. En 1803, le village rejoint la commune de Vergeletto avant de devenir une commune autonome en 1882. 
Le 1er janvier 2017, la commune est intégrée, tout comme ses voisines de Mosogno, Vergeletto et Isorno, dans celle d'Onsernone.